# Maryan Hary
Maryan Hary (* 27. Mai 1980 in Le Mans) ist ein ehemaliger französischer Radrennfahrer.
Maryan Hary begann seine Profikarriere 2003 bei dem französischen Radsportteam Brioches La Boulangère. Zuvor fuhr das Klettertalent zwei Jahre als Stagiaire beim Vorgängerteam Bonjour. In dieser Zeit gewann er 2002 Paris–Tours U23. Als Profi gewann er 2003 eine Etappe der Tour de l’Ain. Er nahm ebenfalls an der Tour de France teil und beendete sie auf dem 130. Gesamtrang. Im folgenden Jahr überschritt er bei der Grand Boucle auf der fünften Etappe das Zeitlimit.
2005 und 2006 nahm Hary mit seiner Mannschaft Bouygues Télécom an der UCI ProTour teil. Aufgrund eines schweren Sturzes bei der Dauphiné Libéré 2005 musste er allerdings fast ein Jahr lang auf Einsätze verzichten.
2007 wechselte er zur französische Équipe Cofidis, bei welcher er 2009 seine Profikarriere beendete.

## Palmarès
2002
- Paris–Tours U23

2003
- eine Etappe Tour de l’Ain